# Joseph Moog

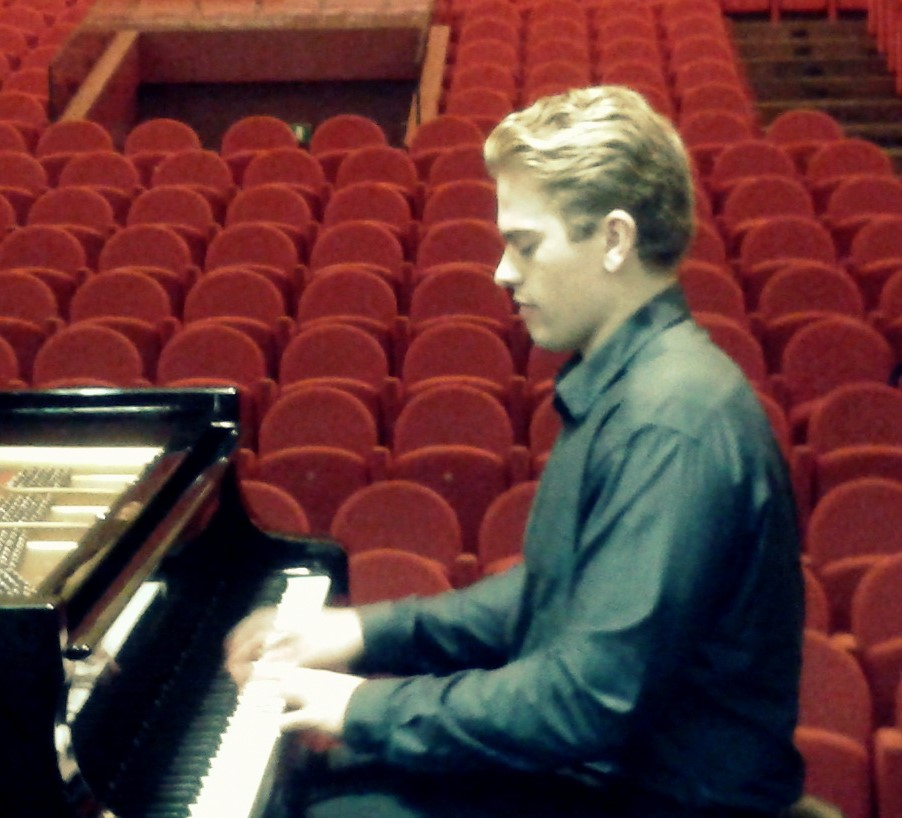
Joseph Moog (2013)

Joseph Moog (* 26. Dezember 1987 in Neustadt an der Weinstraße) ist ein deutscher Pianist und Komponist.

## Leben und Wirken
Joseph Moog ist der Sohn zweier Orchestermusiker. Im Alter von vier Jahren begann er mit dem Klavierspiel und wurde mit zehn Jahren Jungstudent an der Hochschule für Musik Karlsruhe. Es folgten Studien bei Bernd Glemser an der Hochschule für Musik Würzburg und bei Arie Vardi an der Musikhochschule Hannover.
Moog konzertierte in bedeutenden Konzerthäusern in Europa, den USA und Asien mit Orchestern wie dem Chicago Symphony Orchestra, dem Detroit Symphony Orchestra, dem Bournemouth Symphony Orchestra, dem Royal Philharmonic Orchestra, der Deutschen Radio Philharmonie Saarbrücken Kaiserslautern, den Stuttgarter Philharmonikern, dem Beethoven Orchester Bonn, dem Bruckner Orchester Linz, dem Philharmonische Orchester Helsinki, den Prager Philharmonikern, dem Symphonieorchesters des Moskauer Rundfunks, der Sinfonia Varsovia, der Deutschen Staatsphilharmonie, der Philharmonie Brünn und dem Neuen Philharmonieorchester Japan.
Dabei arbeitete er mit Dirigenten zusammen wie unter anderem Andrey Boreyko, Yannick Nézet-Séguin, Christoph Poppen, Nicholas Milton, Ari Rasilainen, Marcus Bosch, Toshiyuki Kamioka, Fabrice Bollon, Karl-Heinz Steffens, Theodor Guschlbauer, Patrick Lange, Thomas Søndergård, Philippe Entremont, Markus Poschner, Toshiyuki Kamioka und Michael Sanderling.
Sein Repertoire umfasst Werke der klassischen, romantischen und modernen Klavierliteratur, zudem brachte er selten gespielte Werke von zum Beispiel Leopold Godowsky, Ferruccio Busoni, Anton G. Rubinstein, Moritz Moszkowski und Ignaz Friedman zur Aufführung. In seinen Recitals führt Moog auch immer wieder eigene Kompositionen und Transkriptionen auf.
Moog ist außerdem Mitbegründer und Künstlerischer Leiter des Konz Musik Festival, das aus den traditionellen Sommerkonzerten in Konz hervorging und das im Jahr 2019 erstmals durchgeführt wurde.

## Auszeichnungen (Auswahl)
- 2005: Publikumspreis beim Kissinger Klavierolymp[8]
- 2006: Musikpreis des Verbandes der Deutschen Konzertdirektionen
- 2006: Prix Groupe Edmond de Rothschild[3]
- 2006: Förderpreis des Schleswig-Holstein Musik Festivals[9]
- 2008: Rhein-Mosel Musikpreis[10]
- 2012: „Young Artist of the Year“ bei den International Classical Music Awards[11]
- 2014: Preis in der Kategorie „Solo Instrument“ für seine CD Scarlatti Illuminated bei den International Classical Music Awards[12]
- 2015: „Young Artist of the Year“ bei den Gramophone Classical Music Awards[13]

## Diskografie (Auswahl)
- Franz Liszt: Klavierkonzerte 1 und 2, Totentanz. Deutsche Staatsphilharmonie Rheinland-Pfalz, Dirigent:  Ari Rasilainen  (Claves-50-2707; 2007)
- Metamorphose(n).  Werke von Liszt, Moszkowski, Busoni, Friedmann und Godowsky (Claves-50-2905, 2009)
- Divergences. Werke von Joseph Jongen, Max Reger und Alexander Skrjabin (Claves-50-1005; 2010)
- Recital Franz Liszt. Mit Werken von Originalwerken und Bearbeitungen von Bach, Beethoven und Schubert.  (Claves-50-1108; 2011)
- Rubinstein & Rachmaninov: Piano Concertos. Klavierkonzert Nr. 4 von Anton G. Rubinstein, Klavierkonzert Nr. 3 von Sergej Rachmaninoff. (Onyx Classix 4089; 2012)
- Scarlatti Illuminated. (Onyx 4106; 2013)
- Tchaikovsky & Scharwenka. Piano Sonatas. Peter Tschaikowski: „Grande Sonate“ in G-Dur op. 37;  Xaver Scharwenka: Klaviersonate Nr. 2 op. 36 (Onyx 4126; 2014)
- Grieg & Moszkowski. Piano concertos. Deutsche Radio Philharmonie Saarbrücken, Dirigent: Nicholas Milton (Onyx 4144; 2015)
- Chopin. Complete Sonatas. (Onyx mit SWR; 2016)
- Brahms Piano Concerto No. 2 & Strauss Burleske. Deutsche Radiophilharmonie, Dirigent: Nicholas Milton (Onyx 4169; 2017)
- Debussy 12 Ètudes & Ravel Gaspard de la nuit. (Onyx 4204; 2018)
- Liszt. Between Heaven & Hell. (Onyx mit SWR 2; 2019)